# Ñetas
Els Ñetas són una tribu urbana i una banda de carrer sorgida a Puerto Rico. Va nàixer com una agrupació de presos amb l'objectiu de protegir-se mútuament. En alguns països mantenen rivalitat amb altres bandes, com ara els Latin Kings, per controlar les zones més conflictives de l'Equador. Des del 2003 és una banda present a Espanya, on els seus membres són més joves. L'estiu de 2014 es va desmantellar la cúpula dels Ñetas de Madrid amb 38 detinguts.